# Kanton Calais-Nord-Ouest
Der Kanton Calais-Nord-Ouest war von 1887 bis 2015 ein französischer Kanton im Arrondissement Calais, im Département Pas-de-Calais und in der Region Nord-Pas-de-Calais. Sein Hauptort war Calais. Der Kanton lag im Mittel 27 Meter über Normalnull, zwischen 0 Metern in Calais und 154 Metern in Escalles.

## Gemeinden
Der Kanton bestand aus acht Gemeinden und einem Teil der Stadt Calais (angegeben ist hier die Gesamteinwohnerzahl, im Kanton lebten etwa 18.000 Einwohner):
| Gemeinde              | Einwohner Jahr | Fläche km² | Bevölkerungsdichte | Code INSEE | Postleitzahl |
| --------------------- | -------------- | ---------- | ------------------ | ---------- | ------------ |
| Bonningues-lès-Calais | 636 (2013)     | –          | – Einw./km²        | 62156      | 62340        |
| Calais                | 72.520 (2013)  | –          | – Einw./km²        | 62193      | 62100        |
| Coquelles             | 2.386 (2013)   | –          | – Einw./km²        | 62239      | 62231        |
| Escalles              | 263 (2013)     | –          | – Einw./km²        | 62307      | 62179        |
| Fréthun               | 1.230 (2013)   | –          | – Einw./km²        | 62360      | 62185        |
| Nielles-lès-Calais    | 276 (2013)     | –          | – Einw./km²        | 62615      | 62185        |
| Peuplingues           | 781 (2013)     | –          | – Einw./km²        | 62654      | 62231        |
| Saint-Tricat          | 695 (2013)     | –          | – Einw./km²        | 62769      | 62185        |
| Sangatte              | 4.740 (2013)   | –          | – Einw./km²        | 62774      | 62231        |